# Miniatursärge von Arthur’s Seat

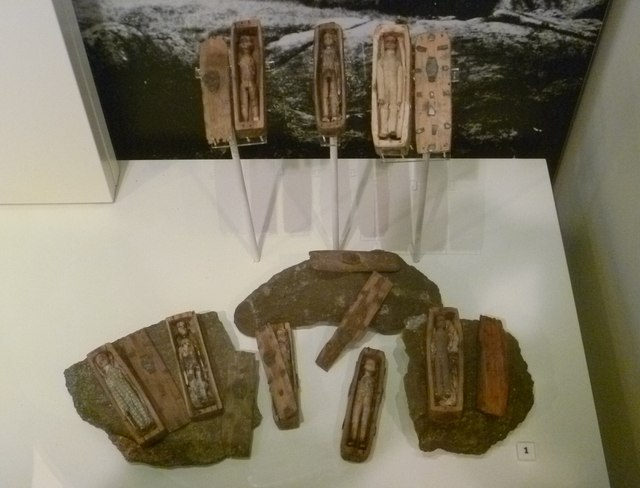
Särge von Arthur’s Seat

Die Miniatursärge von Arthur’s Seat sind 1836 von Kindern in einer Höhle auf dem Berg Arthur’s Seat bei Edinburgh gefundene, ursprünglich 17 kleine, mit Buntmetall beschlagene Holzkistchen, die kleine geschnitzte, teils passende Textilien tragende, geschnitzte Holzfigürchen beinhalten, von denen heute nur noch 8 erhalten sind. Das Alter der kleinen Kisten und ihrer Figuren wurde, nach Analysen des Baumwollstoffs, auf das ausgehende 18./frühe 19. Jahrhundert festgelegt. Ursprung und Bedeutung der kleinen Objekte ist bis heute ungeklärt. Die kleinen Kisten befinden sich mit ihren Figurinen heute im Museum of Scotland.

## Fundgeschichte

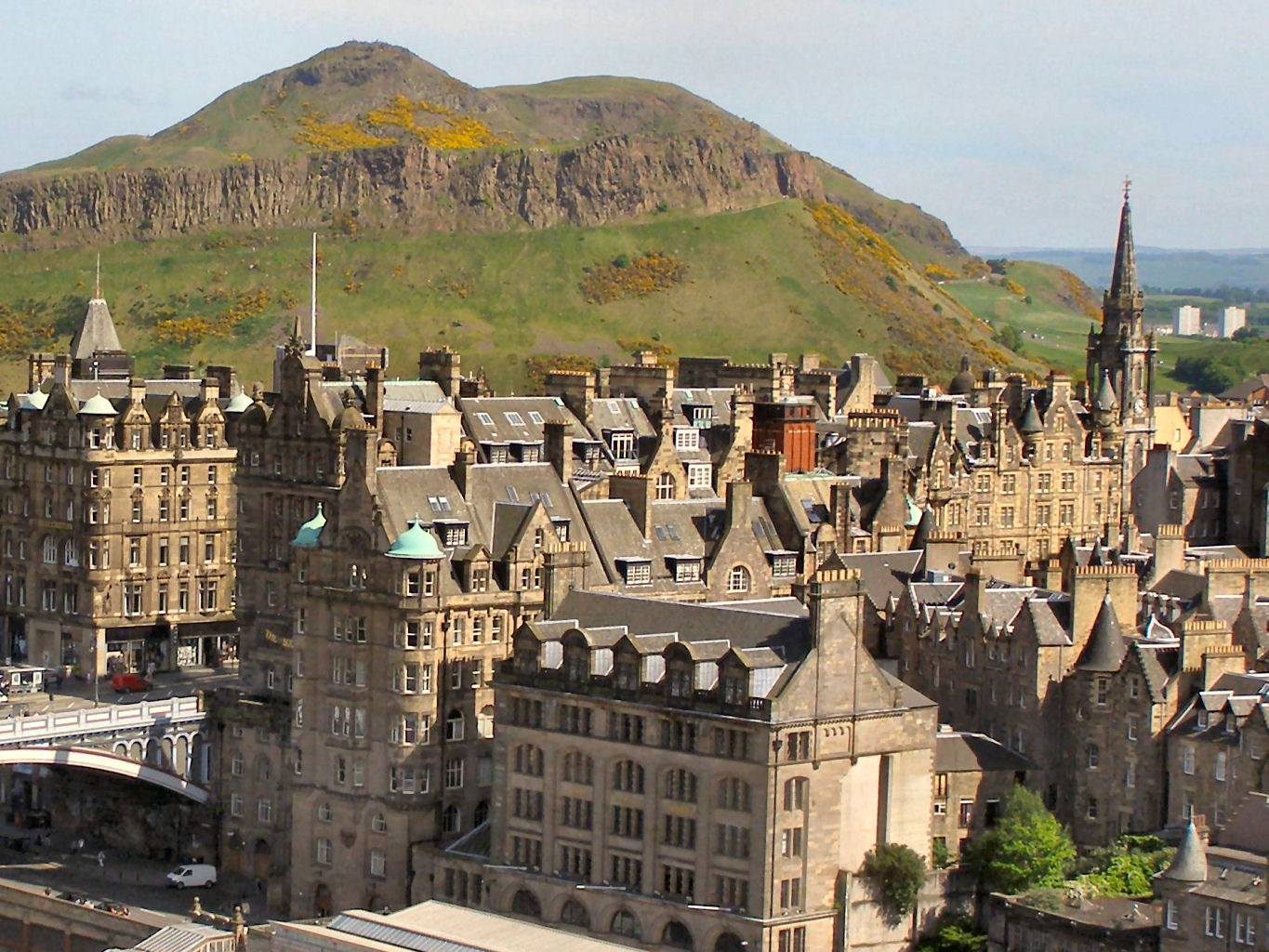
Altstadt von Edinburgh vor dem städtischen Hausberg Arthur’s Seat

Am 25. Juni 1836 fanden eine Gruppe Jungen auf Kaninchenjagd im Arthur’s Seat, eine hinter Schieferplatten verborgene Nische. Die Nische war „etwa einen Fuß in der Höhe und etwa 18 Zoll breit“ (30,48 cm × 45,72 cm) und beinhaltete 17 kleine Holzkistchen, die mit Metall beschlagen und auf eine eigentümliche Art und Weise angeordnet waren. Jemand schien über einen längeren Zeitraum, immer wieder kleine Kisten an diesen Ort gebracht und nach einem System zu je 8 Objekten übereinanderstapelt und die Nische dann immer mit Schieferplatten abgedeckt zu haben. Die untersten Kisten der ersten zwei Stapel, waren schon im Zerfall begriffen, während sich die obersten, in einem verhältnismäßig gutem Zustand befanden. Eine einzelne, freiliegende Kiste bildete wohl den Beginn eines neuen Stapels, der nie vollendet wurde. Die Kinder bauten die Stapel ab, nahmen die kleinen Kisten mit zu sich nach Hause und zeigten sie einem Lehrer, der Vorsteher einer lokalen Archäologen- und Heimatforschergruppe war. Der stemmte sie auf und fand darin kleine, aus Holz geschnitzte, männliche Figürchen, die individuell mit Stoffstücken „bekleidet“ worden waren. Die zugehörigen Kisten waren ebenfalls mit Stoff und Papier ausgekleidet und mit Buntmetallschnallen verziert. Drei Wochen nach der Entdeckung berichteten lokale Blätter vom Fund.
Die Objekte fanden ihren Weg zum Juwelier und Kuriositätensammler Robert Frazier, in der South Andrews Street von Edinburgh, der sie in seinem privaten Museum ausgestellte. Die Sammlung wurde im Jahr 1845, nach Fraziers Pensionierung, versteigert und eine nicht genannte Anzahl an kleinen Särgen, für etwas mehr als 4 Dollar an eine unbekannte Privatperson verkauft. 

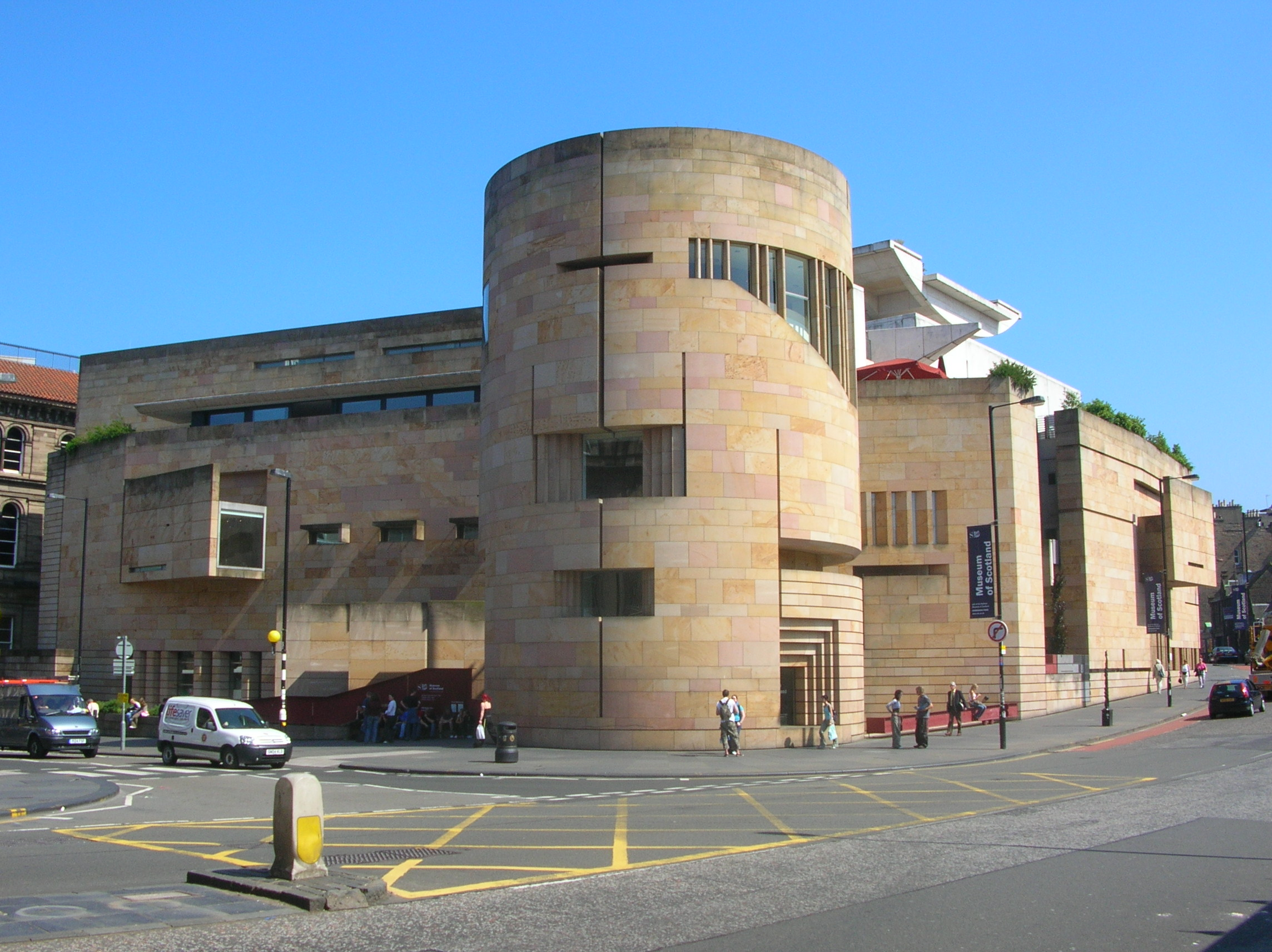
Museum of Scotland.

Im Jahr 1901 wurden acht kleine Särge mit zugehörigen Figurinen, dem National Museum of Scotland von ihrer damaligen Besitzerin, Christina Couper aus Dumfriesshire, gespendet. Der Verbleib der restlichen 9 Objekte ist bis dato ungeklärt.

## Analyse
Im Jahre 1994 wurden die Objekte von den Professor Samuel Menefee, von der Universität von Edinburgh und Dr. Allen Simpson von der Universität von Virginia
erstmals wissenschaftlich untersucht. Eine Dendrochronologie und Radiokarbonmethode fand bislang nicht statt, aber eine genaue stilistische Analyse. Diese ergab, dass alle Figürchen höchstwahrscheinlich von einer Person hergestellt worden waren, die Särge von mindestens zwei.
In der Gesamtschau, hatten sich der, bzw. die Hersteller, viel Mühe mit der Gestaltung der kleinen Objekte gemacht, denn jedes der kleinen Kistchen und Figürchen, war verhältnismäßig aufwendig und individuell gestaltet.

### „Särge“
Die kleinen Kisten maßen im Schnitt 10 cm, waren aus einem Holzscheit aus schottischer Kiefer geschnitzt, die Deckel abnehmbar, mit Buntmetallbeschlägen verziert und mit Metalldübeln mit dem Korpus verbunden.
Die Buntmetallbeschläge erinnerten an damals typische Schuhschnallen und könnten von einem Schuhmacher stammen. Es wurde überlegt, ob durch vorhandene Ösen im Metall, vielleicht Senkel oder Schnüre gezogen und um die Kisten gewickelt worden waren. Es wurde aber nichts dergleichen gefunden, vielleicht waren diese aber auch schon vergangen gewesen, als die Kinder auf die Kisten stießen.
Die Holzscheite waren laienhaft wohl mit Hilfe eines gebogenen Schnitzeisens ausgehöhlt und geglättet worden und kein Werk eines professionellen Holzbildhauers. Die Ecken waren teils abgerundet, teils nicht. Zwei der kleinen Särge waren ursprünglich rosa oder rot lackiert worden.

### Figürchen
Die kleinen Figuren wirkten nicht, als ob sie ursprünglich hergestellt worden waren, um Tote zu repräsentieren. Der Kopf wies Spuren auf, die darauf hinwiesen, dass sie eine Kopfbedeckung getragen haben könnten.
Die Figurinen schienen ursprünglich alle männlich gestaltet gewesen zu sein und erinnerten eher an Kinderspielzeug oder Puppen, da in ihre Gesichter offene Augen geschnitzt worden waren. An der Körperseite war sichtbar, dass sie bewegliche Ärmchen gehabt haben mussten, die entfernt worden waren, um sie besser in die Särge einpassen zu können, bei einigen waren Ärmchen in die Kleiderärmel eingearbeitet worden. Manche Beine waren gestaltet, als ob sie eine Kniebundhose getragen hätten. Die Beine waren schwarz bemalt und hatten Standfüße, so dass der am naheliegendste Schluss war, dass die Figuren ursprünglich aus einem Satz Spielzeugsoldaten geschaffen worden waren, die sich in der Ära um und nach den napoleonischen Kriegen, großer Beliebtheit erfreut hatten.

### Textilien
Da die Objekte in unterschiedlich gutem Zustand waren, waren vermutlich vormals vorhandene Textilien nicht überall erhalten geblieben. Der den Wissenschaftlern zur Verfügung stehende Stoff, der die Figurinen „bekleidete“ und auf die sie gebettet waren, war teils angezogen, teils aufgeklebt worden und bestand größtenteils aus Baumwolle und Leinen. Eines der Figürchen war in Seide gehüllt und gebettet worden.
Die Analyse der verdrillten Fäden des Baumwollstoffs ergab, dass sie nicht vor 1780 geschaffen worden sein konnten, da in Schottland erst ab dem Zeitpunkt industrielle Baumwolle zur Verfügung stand.

## Deutungsansätze
Die Einzigartig- und Unvergleichbarkeit des Fundes, macht es der Wissenschaft bis heute schwer, eine plausible Erklärung für die Herstellung der Objekte und die Art und Weise der Deponierung zu finden.

### Aberglauben und Volkszauber

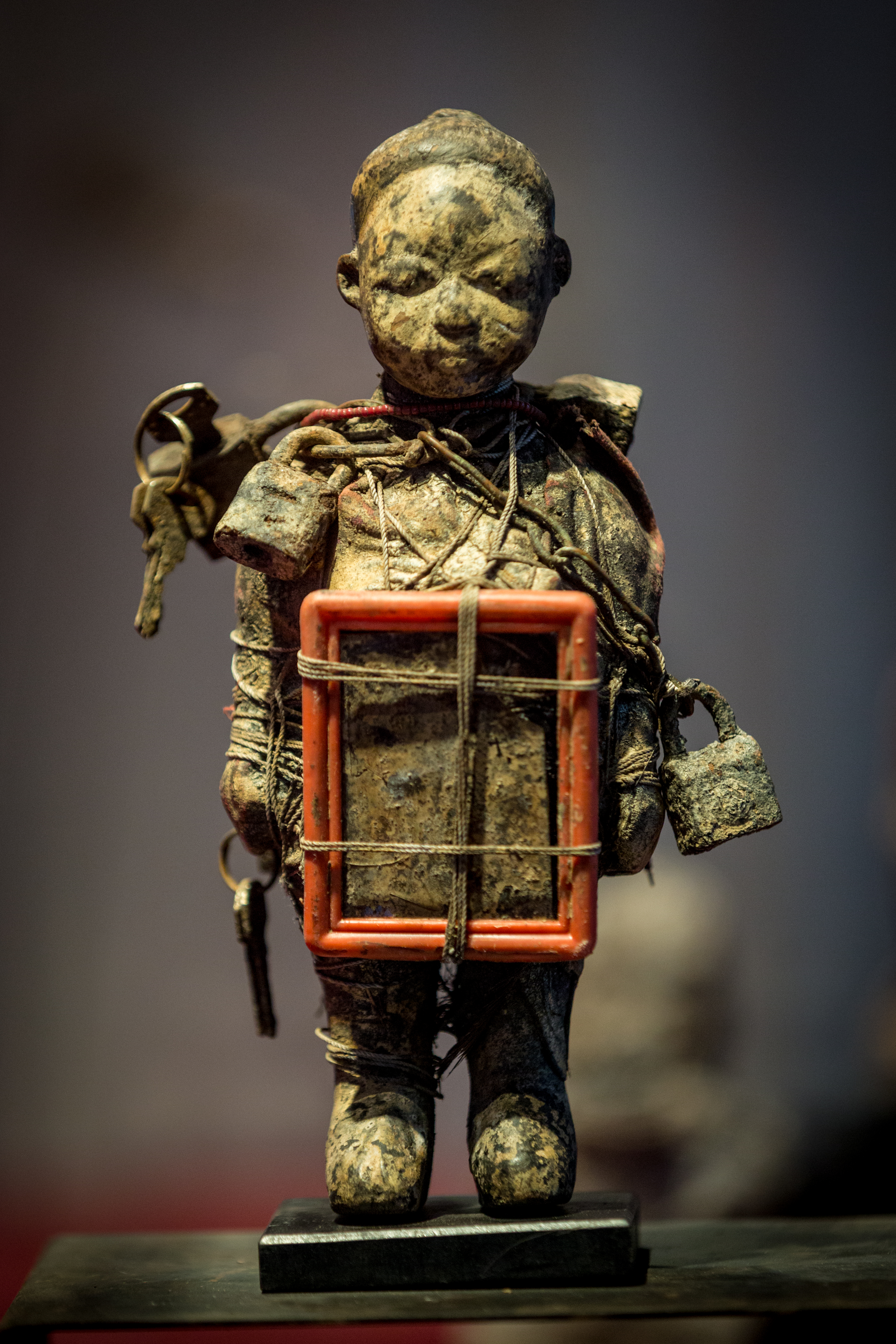
Als Vergleich: Wutuji bocio (Fruchtbarkeitsfigur) der Ewe, Togo, Voodoo-Museum Strassburg.

Im Volksmund war bald von „Feensärgen“ die Rede, da der Arthur’s Seat und die schottische Kulturlandschaft Holyrood Park, deren Teil er ist, eine weit zurückreichende Geschichte als prähistorisches und keltisches Heiligtum vorzuweisen haben. Da die Objekte aber weit jüngeren Datums sind, wurde nach weiteren Interpretationen gesucht. Ein Erklärungsversuch war Hexerei, Geisterbeschwörung und schwarze Magie, ähnlich des Voodoos.

### Deutsche und britische Seemannstraditionen
Walter Hävernick, damaliger Direktor des Museums für Hamburgische Geschichte, suchte 1976 eine Deutung in der symbolischen Beerdigung von auf dem Meer verschollenen Seemännern.

### Opfer der Leichenräuber und Mörder William Burke und William Hare
Die populärste Überlegung ist bis heute, ein möglicher Zusammenhang mit den West-Port-Morden. Die Kleinkriminellen William Burke und William Hare waren vom Arzt und Universitätsdozenten Robert Knox angeheuert worden, immer mehr "frische" Leichen für seine anatomischen Vorlesungen herbeizuschaffen, die diese zunächst heimlich aus Friedhöfen ausgruben. Irgendwann konnten sie den "Bedarf" nicht mehr länger durch Leichenraub decken, verlegten sich auf Mord und wurden bald gefasst. Burke bekam die Todesstrafe, da Hare ihn belastete und dafür Strafminderung erhielt. Knox kam, zum Ärger der Öffentlichkeit, ohne Strafe davon.
Die (ursprünglich) 17 Figurinen würden nach dieser Theorie, die Opfer personifizieren, die von den unbekannten Schöpfer so ein (aus seiner Sichtweise aus) "würdiges Begräbnis" bekommen hätten, da die Mordopfer ja "medizinisch verwendet" worden waren. Sektionsleichen wurden damals in der Regel, "nach Gebrauch", verbrannt und die Asche anonym bestattet. Kritiker wandten aber ein, dass die beiden Männer auch Frauen und ein Kind ermordet hätten, die Figurinen, aber alle Männer darstellen würden. Auch konnte die exakte Anzahl der Opfer, nie ermittelt werden.

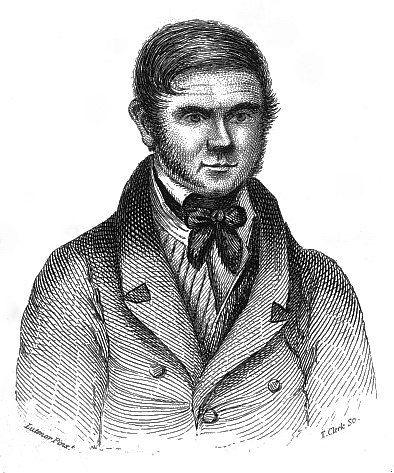
William Burke
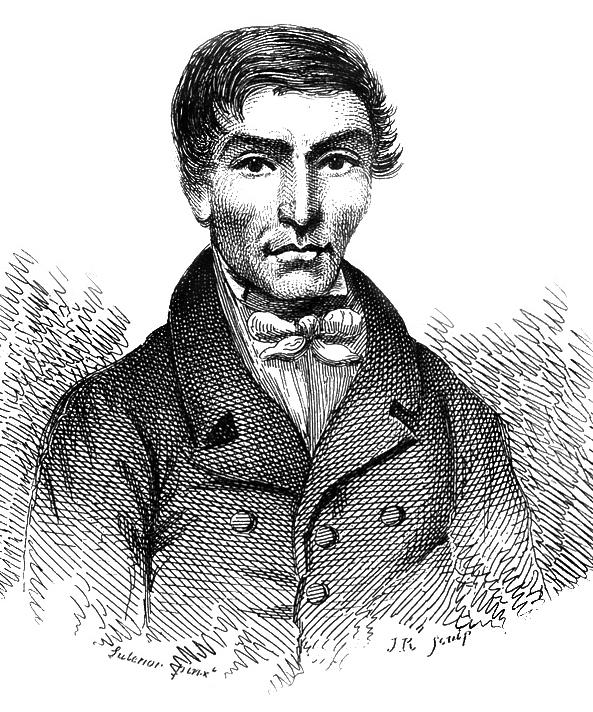
William Hare
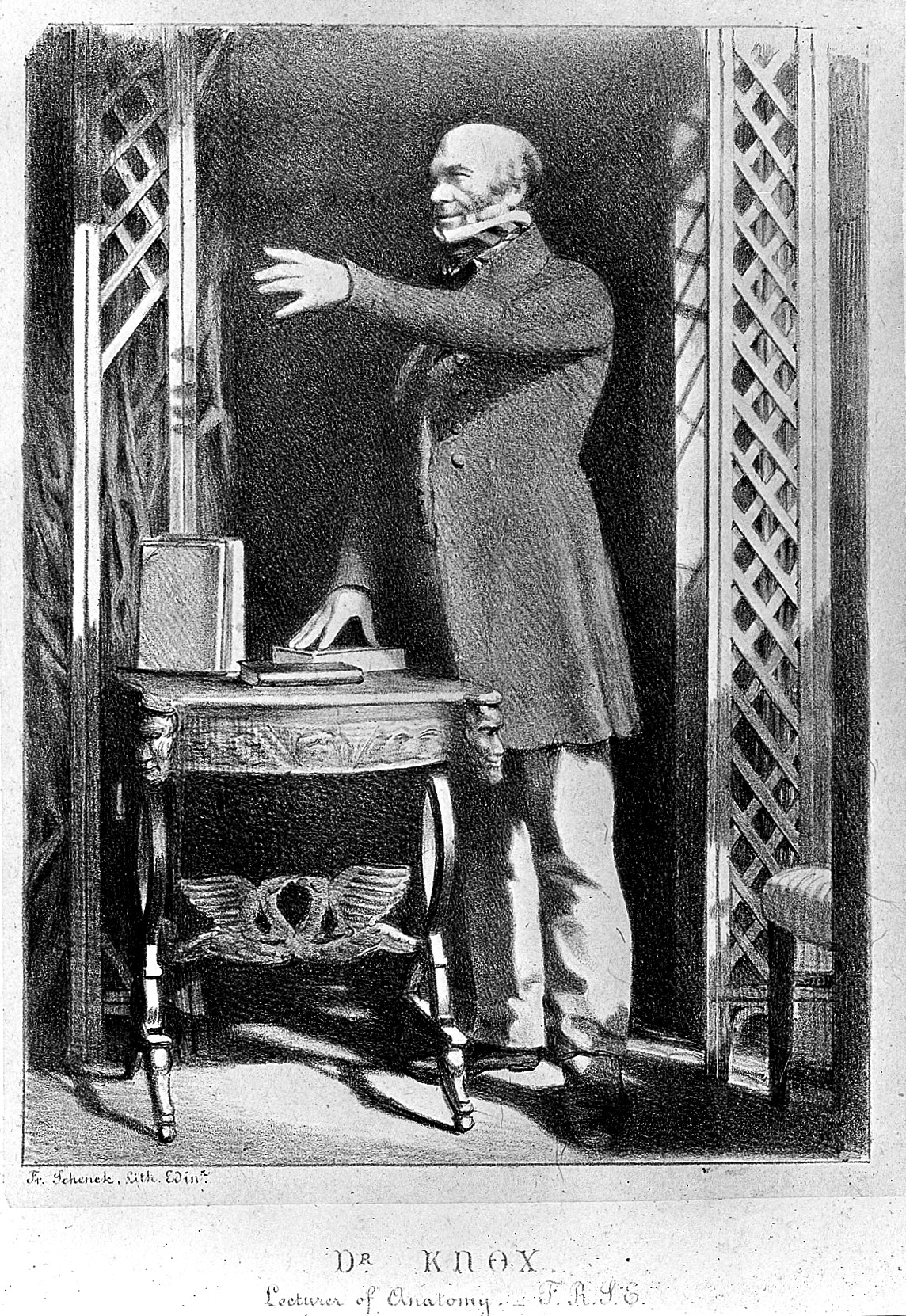
Robert Knox

### Mögliche Geisteskrankheit des Schöpfers

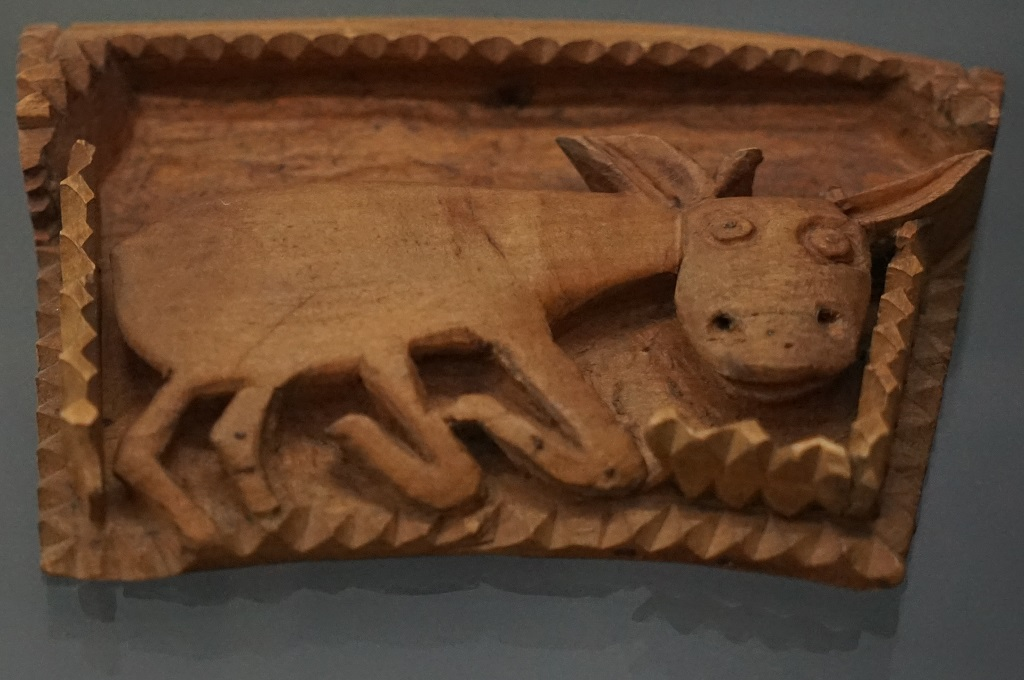
Als Vergleich: „Kuh, die auf katholisch geht“, 1921, Skulptur des an Schizophrenie erkrankten Künstlers Karl Brendel, Sammlung Prinzhorn.

Ein letzte Überlegung führte eine mögliche gestörte Persönlichkeit oder psychische Krankheit des Schöpfers ins Feld, die eine für Außenstehende logisch nachvollziehbare Deutung, vermutlich vollkommen verunmöglichen würde.